# Juveniler Morbus Paget
Der Juvenile Morbus Paget ist eine sehr seltene angeborene Skelettdysplasie und gilt als Sonderform einer Osteodystrophia deformans mit Beginn bereits bei Kindern und Jugendlichen, daher auch die Bezeichnung Juveniler Morbus Paget. Hauptkennzeichen sind ausgeprägte Knochenveränderungen, Brüche und Fehlstellungen, Hyperphosphatasie, Makrozephalie, Taubheit und früh auftretende Herz-Kreislauf-Erkrankungen.
Im Gegensatz zur Erwachsenenform ist hier das gesamte Skelett betroffen.
Synonyme sind: Hyperostosis corticalis deformans juvenilis; Osteoektasie, familiäre; Hereditäre Hyperphosphatasie; Chronische idiopathische Hyperphosphatasie; Hyperphosphatasämie; Bakwin-Eiger-Syndrom; juvenile Pagetsche Krankheit; Osteoektasie mit Hyperphosphatasie; englisch Juvenile Paget‘s Disease; JPD; Osteoectasia with macrocranium; lateinisch Osteochalasia desmalis familiaris
Die Erstbeschreibung stammt aus dem Jahre 1956 durch die US-amerikanischen Kinderärzte Harry Bakwin und Marwin S. Eiger. Die Zuordnung als Juvenile Form der Osteodystrophia deformans erfolgte 1958.

## Verbreitung
Die Häufigkeit wird mit unter 1 zu 1.000.000 angegeben, die Vererbung erfolgt autosomal-rezessiv.

## Ursache
Der Erkrankung liegen homozygote oder komplex heterozygote Mutationen im TNFRSF11B (tumor necrosis factor receptor superfamily, member 11b) -Gen auf Chromosom 8 Genort q24.12 zugrunde, welches für das Protein Osteoprotegerin (OPG) kodiert.
Ist dieses vermindert, kommt es zur Überaktivität der Osteoklasten mit gesteigertem Knochenumbau.

## Einteilung
Je nach hemmender Wirkung der Mutation auf die Funktion des Osteoprotegerin ist eine klinische Einteilung möglich:
- Schwer: auffällig in den ersten 18 Lebensmonaten, Größe unter der 3. Perzentile, Laufen gelingt kaum oder gar nicht. Cysteine residues sind betroffen
- Mäßig: auffällig nach dem 2. Lebensjahr, Größe oberhalb der 3. Perzentile, normaler Laufbeginn, dann Deformierungen, Cysteine residues nicht betroffen
- Mild: nach dem 2. Lebensjahr, Größe normal, normales Laufen, Defekte am C-terminal Ende des Proteins

## Klinische Erscheinungen
Klinische Kriterien sind:
- Manifestation im Kindesalter
- Kleinwuchs
- auffallend großer Schädel (Makrokranie)
- Schwerhörigkeit
- Verbiegung der Gliedmaßen, erhöhte Frakturneigung

Hinzu können Optikusatrophie, arterielle Hypertonie, schütteres Haar und statomotorische Entwicklungsverzögerung kommen.

## Diagnose
Zusätzlich zu den klinischen Kriterien findet sich eine stark erhöhte Saure und Alkalische Phosphatase im Blutserum sowie der Harnsäure im Blut und im Urin.
Im Röntgenbild ist die Schädelkalotte erheblich verdickt und unscharf aufgebaut (Baumwoll-Ballen-Zeichen). Im Verlauf kann auch der übrige Gesichtsschädel verändert sein. Das übrige Skelett ist demineralisiert mit grobsträhniger Struktur und Umwandlung der Kortikalis in Spongiosa. Die Röhrenknochen sind verbreitert und verbogen mit Kortikalisverdickung mit längs verlaufenden Trabekeln an der Innenseite der Krümmungen.
Hand- und Fußskelett sind auch betroffen, an der Wirbelsäule kann eine Platyspondylie, am Hüftgelenk eine Coxa vara und Protrusio acetabuli auftreten.

## Differentialdiagnostik
Abzugrenzen sind andere Ursachen einer Hyperphosphatasie sowie das Mabry-Syndrom.